# Utažská univerzita
Utažská univerzita (anglicky University of Utah, stylizovaně The U)je vysoká škola v Salt Lake City ve státě Utah ve Spojených státech amerických. Školní kampus se rozkládá na 6,21 km². Na škole studuje více než 36 000 studentů.
Škola vznikla roku 1850 jako Deseretská univerzita (University of Deseret), na současný název byla přejmenována v roce 1892. Roku 1894 se univerzita přestěhovala do nového kampusu, pro který vláda uvolnila pozemky v údolí Salt Lake.
Univerzita má celkem 16 fakult, které nabízí 75 bakalářských programů. K univerzitě patří také zdravotnické centrum Health Sciences Center. V univerzitní knihovně se nachází celkem 3 miliony knih, součástí kampusu je pak i kopie Salt Lake Theatre, které bylo postaveno roku 1862 jako jedno z prvních na západě USA.